# 115 a.C.

## Eventos
- Marco Emílio Escauro e Marco Cecílio Metelo, cônsules romanos.
- Na China, o governo estabelece uma agência para regular o preço das commodities.[1]
- Zhang Qian organiza sua segunda expedição para Ásia Central, ele chega até Fergana e Sogdiana.[1]

## Nascimentos
- Lúcio Licínio Lúculo[2]
- Marco Licínio Crasso[3]